# Сардинська ліра
Сардинська ліра (італ. Lira sarda) — грошова одиниця Сардинського королівства з 6 серпня 1816 до 17 березня 1861 року. Замінена на італійську ліру.

## Галерея

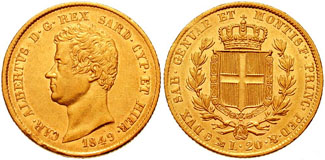
20 лир 1849, Карл Альберт. Золото
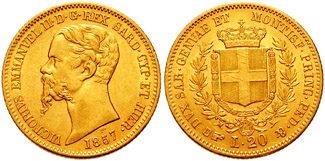
20 лир 1857, Віктор Еммануїл II. Золото
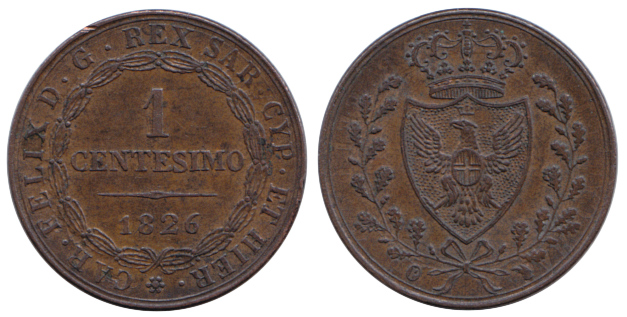
1 чентезімо 1926, Карл Феликс. Мідь.